# الطراد فارياغ
الطراد فارياغ (بالروسية: Крейсер Варяг، كريسر فارياغ) طراد للبحرية الإمبراطورية الروسية دخل الخدمة عام 1901 وشارك في معركة خليج تشيمولبو خلال الحرب الروسية اليابانية حيث تضرر بشكل بالغ ثم قام اليابانيون بالاستيلاء عليه وادخلوه ضمن البحرية اليابانية حيث عمل كسفينة تدريب قبل أن يعاد إلى روسيا عام 1916. يبلغ حجم الإزاحة للطراد فارياغ نحو 6,600 طن فيما طوله 129.6 متر وعرضه 15.8 متر. ويتألف الطاقم من 570 فردا.

## معرض صور

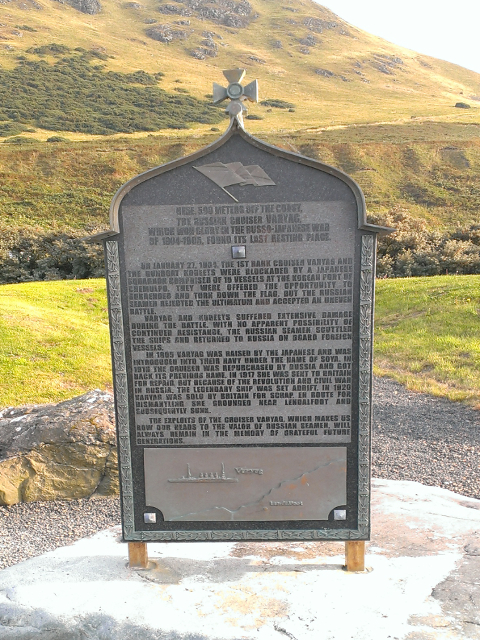
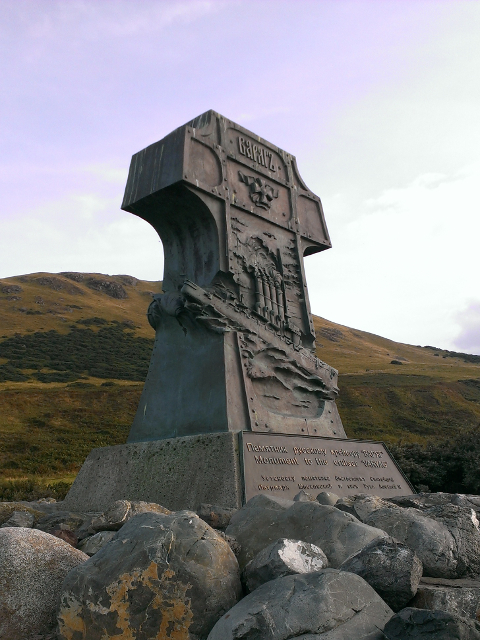
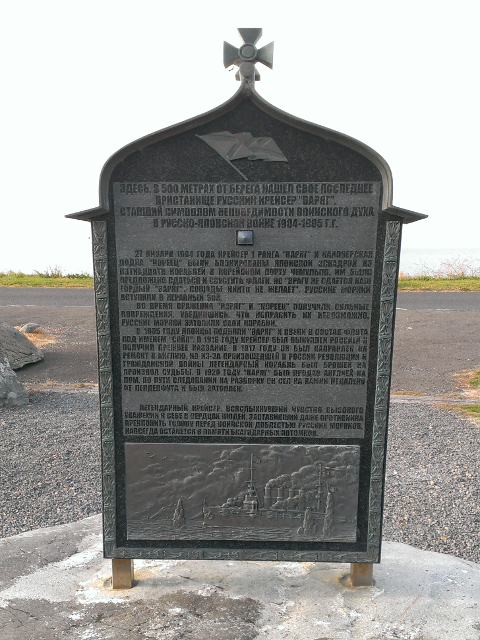
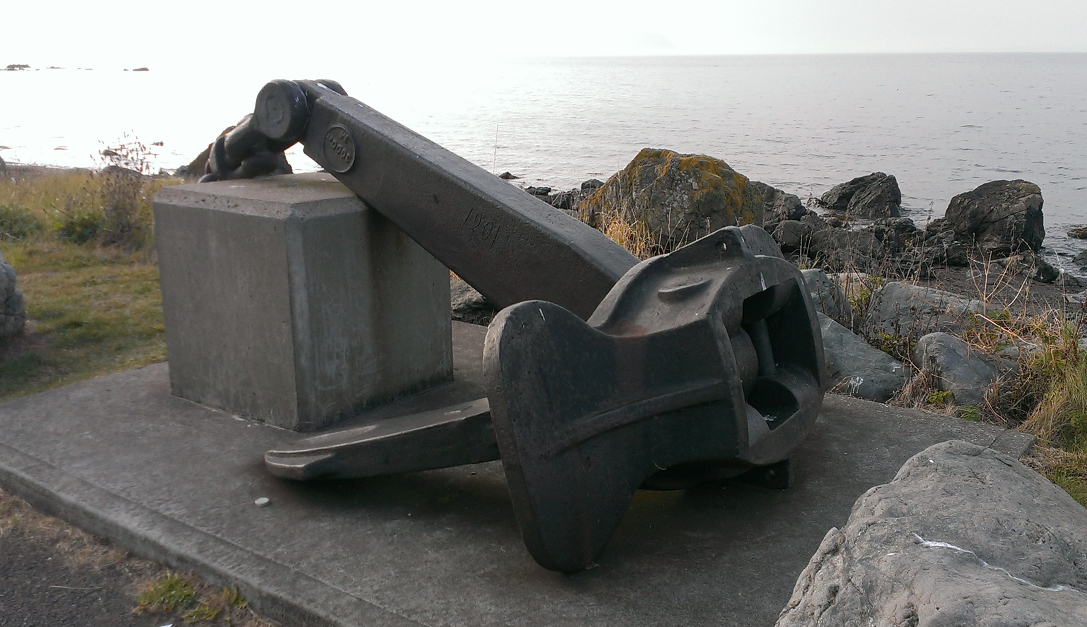